# Demkivți, Starokosteantîniv
Demkivți (în ucraineană Демківці) este un sat în comuna Radkivți din raionul Starokosteantîniv, regiunea Hmelnîțkîi, Ucraina.

## Demografie
Componența lingvistică a localității Demkivți
     Ucraineană (99,12%)
     Alte limbi (0,88%)
Conform recensământului din 2001, majoritatea populației localității Demkivți era vorbitoare de ucraineană (99,12%), existând în minoritate și vorbitori de alte limbi.